# Бенхемасса, Мохамед
Мохамед Бенхемасса (араб. محمد بن خماسة‎; 28 июня 1993, Оран) — алжирский футболист, полузащитник клуба «МК Алжир».

## Клубная карьера
Мохамед Бенхемасса начинал свою профессиональную карьеру футболиста в алжирском клуба «УСМ Алжир». 1 ноября 2014 года он дебютировал в алжирской Лиге 1, выйдя в основном составе в гостевом поединке против команды «Эль-Эульма». 6 февраля 2015 года Бенхемасса забил свой первый мяч на высшем уровне, доведя счёт до разгромного в домашней игре против клуба «РК Арбаа».

## Карьера в сборной
Мохамед Бенхемасса входил в состав молодёжной сборной Алжира, занявшей второе место на Чемпионате Африки среди молодёжных команд 2015 года в Сенегале, проведя все пять матчей своей команды на турнире. В полуфинале он забил гол в поединке с молодёжной сборной ЮАР.
Мохамед Бенхемасса был включён в состав олимпийской сборной Алжира, игравшей на футбольном турнире Олимпийских игр 2016 года в Рио-де-Жанейро. На этом соревновании он провёл два матча: выйдя на замену в первом тайме поединка против олимпийской сборной Аргентины и в основном составе в следующем матче против португальцев.